# Krmpf Krmpf Studios

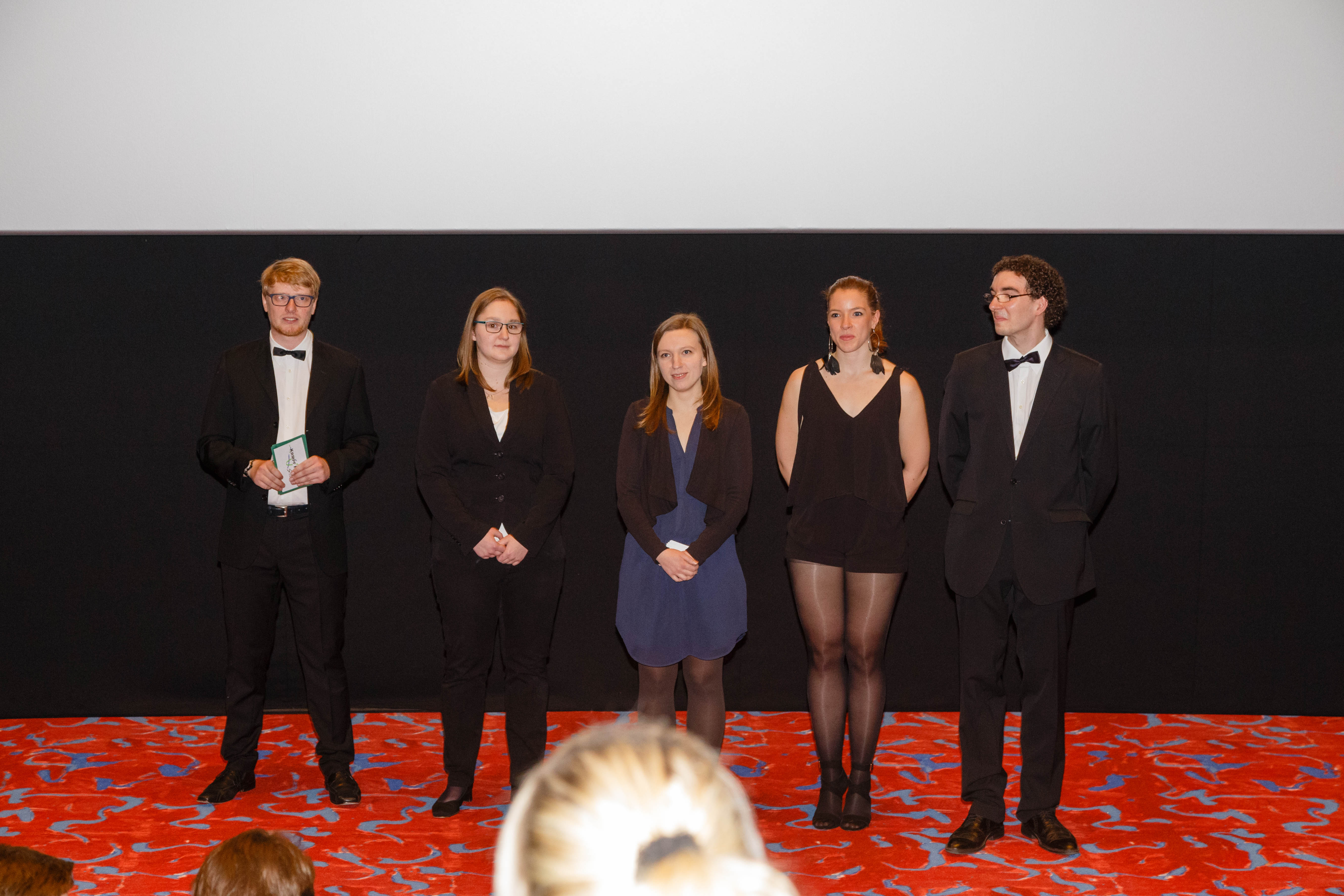
Mitglieder der Krmpf Krmpf Studio in 2018

Die Krmpf Krmpf Studios sind ein nichtkommerzielles privates Filmstudio, gegründet 2003 in Linz, Oberösterreich. Bekannt sind die Studios vor allem für ihren ersten Film, Abenteuer-Arbeitsweg, der 2006 die goldene Nica im Prix Ars Electronica in der Kategorie „u19 – freestyle computing“ gewann sowie die Entwicklung einer neuen Projektions- und Aufnahmetechnik, die von ihren Erfindern „Stereonarrativität“ genannt wird. Bis auf merk|würdig, das neueste Projekt der Studios, sind alle Filme auf YouTube verfügbar.

## Geschichte
Im Herbst 2003 gründeten Alexander Niederklapfer, David Wurm, Magdalena Wurm und Ehrentraud Hager die Krmpf Krmpf Studios im Rahmen ihres ersten Filmprojektes, "Abenteuer-Arbeitsweg". Die Premiere dazu fand am 20. Jänner 2006 in Linz statt. Für dieses erste Projekt wurden die Studios mit der Goldenen Nica des Prix Ars Electronica in der Kategorie „u19 – freestyle computing“ (jetzt „u19 – create your world“) ausgezeichnet. Weitere Preise bei diversen nationalen und internationalen Kurzfilmfestivals folgten. Der Film war einer der ersten Brickfilme, wurde also mit Lego-Figuren und der Stop-Motion-Technik umgesetzt.
2008 folgte das zweite große Brickfilmprojekt IOCC – Die Polizei im Rennen gegen die Zeit, das ebenfalls mit mehreren Preisen ausgezeichnet wurde, unter anderem einem YOUKI-Würdigungspreis 2008 sowie einer Anerkennung beim Prix Ars Electronica 2008, erneut in der Kategorie „u19 – freestyle computing“.
Mit ihrem dritten Kurzfilmprojekt verwohnt (2012) begaben sich die Studios auf neues Terrain und produzierten ihren ersten Kurzspielfilm, der jedoch als Besonderheit Schauspielerei mit Stop-Motion-Elementen kombinierte. Gewürdigt wurde auch dieses Projekt mit mehreren Preisen, unter anderem mit dem „Lenzing Award in Silver“ beim Festival der Nationen. Der Filme feierte vor rund 120 begeisterten Zuschauer Premiere im Moviemento (Linz).
2011 begannen auch die Planungen für das bisher größte Projekt der Studios, des „stereonarrativen“ Films merk|würdig – zu diesem Zeitpunkt noch als Projekt „QD“ bezeichnet. Dieser sollte die neuartige Idee umsetzen, zwei Perspektiven auf eine Geschichte einem Publikum gleichzeitig zeigen zu können, in dem die Technik der Stereoskopie entfremdet wird und dazu verwendet wird, zwei Bildströme gleichzeitig auf die Leinwand eines Kinos zu projizieren. Diese werden dann durch zwei unterschiedliche Typen von Brillen, die an das Publikum verteilt werden, wieder getrennt, sodass jeder Zuseher nur eine der beiden Perspektiven zu sehen bekommt. Dies soll das Gespräch des Publikums nach dem Film anfeuern und zu einer kritischen Hinterfragung der eigenen Sichtweise führen.
Im März 215 veröffentlichten die Studios im Rahmen ihrer „11 1/2-Jahresfeier“ den Film Fast Forward, der sich vollständig auf Schauspiel- und Kameraarbeit konzentrierte. Beim 4. Euroregionalen Jugendfilmfestival (EJFF) in Gent wurde dieser Film mit dem Spezialpreis der Jury ausgezeichnet. Der laut eigenen Angaben eigentlich als „Übungsprojekt“ begonnene Film wurde so auch dieser zu einem Erfolg für die Studios.
Das aktuellste Projekt der Studios, der „stereonarrative“ Film merk|würdig, feierte seine Premiere am 13. Jänner 2018 vor 300 geladenen Gästen im Hollywood Megaplex PlusCity in Linz.

## Mitglieder
Gründungsmitglieder der Studios sind Alexander Niederklapfer, David Wurm, Ehrentraud Hager sowie Magdalena Wurm. Im Zuge des Projekts "merk|würdig" wurde Liesa-Marie Wondraschek als weiteres Kernmitglied in die Studios aufgenommen.